# Серпентин (табан)
Серпентин је најранији и најпростији облик табана на фитиљ, измишљен у првој половини 15. века.

## Историја
Почетком 15. века (или већ 1396. код Османлија) ручни топови добили су дрвени кундак који се могао држати обема рукама и ослонити на раме, чиме су настале прве аркебузе. До средине 15. века фаља је са горње стране премештена на десну страну цеви и уз њу је на цев причвршћен чанак за припалу са поклопцем, што је у многоме олакшало опаљивање. Око 1450-1470. измишљен је табан на фитиљ, чиме су настале прве пушке фитиљаче, које су најпре називане аркебузама, а затим, са повећањем њихове тежине и калибра, мускетама.

## Механизам
Најпростији табан био је такозвани серпентин, полуга у виду слова "S" која се окретала око попречне осе. Кроз ороз или кокот(горњи део полуге) провлачио се фитиљ и причвршћивао завртњем. Пред борбу фитиљ се палио и тиме је оружје било спремно за дејство. Притиском на доњи део полуге (обарач) кокот са запаљеним фитиљем спуштао се и палио припалу (од црног барута) у посебном удубљењу око рупице на задњем делу цеви (фаља) или у посебној посуди (чанку), а одатле је пламен, кроз фаљу, палио барутно пуњење у цеви. Серпентин је ушао у употребу у првој половини 15. века.